# Japonophilie

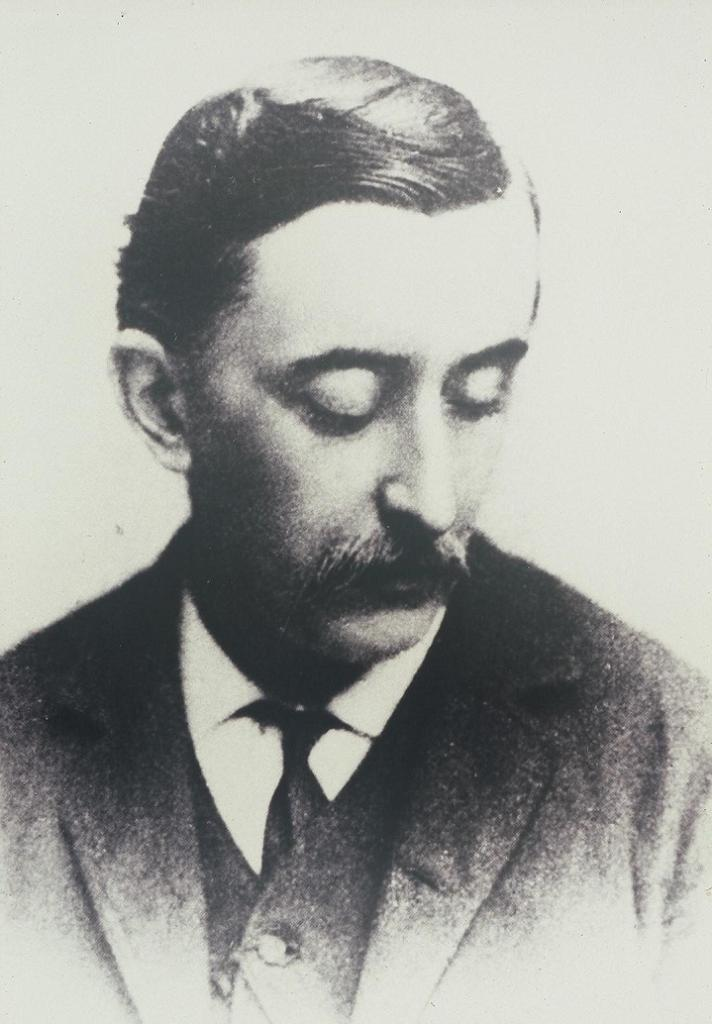
Lafcadio Hearn, alias Koizumi Yakumo, intellectuel et écrivain connu pour son grand intérêt à la culture japonaise.

La japonophilie ou nipponophilie désigne, chez une personne étrangère à la nation japonaise, son goût prononcé pour les aspects culturels et civilisationnels développés par ce pays, ainsi que leur rayonnement. Les personnes concernées sont qualifiées de « japonophiles ».
En japonais, le terme est traduit par shinnichi (親日), avec 親 shin (しん) équivalent du suffixe « pro- » en français, et 日 nichi (にち), signifiant « japonais » (comme dans le mot « Japon » nihon (日本). 日 signifie également « soleil » ou « jour », et la traduction littérale de nihon (日本) est « l'origine du soleil », ou le « Pays du soleil levant »).

## Dénominations
On parle de japonophilie ou nipponophilie, les adjectifs étant japonophile ou nipponophile.
En anglais on retrouve le terme weeaboo (prononcé wiyabu, ouiyabou) pour désigner les fans du Japon.

## Historique
À la fin du XVIIIe et au début du XIXe siècle, Carl Peter Thunberg et Philipp Franz von Siebold, qui séjournent dans la concession néerlandaise de Dejima, aident à l'introduction de la flore, de l'art et d'autres objets japonais en Europe. Certains les considèrent comme faisant partie des premiers japonophiles, (cela se passa avant la restauration de Meiji de 1868, lorsque le Japon s'ouvrit au commerce étranger).
L'écrivain gréco-britannique Lafcadio Hearn, qui s'établit au Japon à la fin du XIXe siècle, était décrit comme un « japonophile confirmé » par la Charles E. Tuttle Company dans la préface de la plupart de ses livres.

### XXesiècle
Durant la première décennie du XXe siècle, les écrivains britanniques font l'éloge du Japon. En 1904, par exemple, Beatrice Webb écrit que la Japon est une « étoile montante des lumières et de la maîtrise humaine », louant le « collectivisme innovant » des Japonais, et le caractère intentionnellement « étrange » et ouvert d'esprit de son « élite professionnelle éclairée ». H. G. Wells qualifie l'élite de son livre Une Utopie moderne de « samouraï ». Cette admiration est en partie provoquée par le déclin de la domination industrielle britannique et la montée de celles du Japon et de l'Allemagne en comparaison. L'Allemagne était vue comme une menace très proche, mais le Japon était considéré comme un allié. Après la publication en 1906 du livre d'Alfred Stead « Great Japan: A Study of National Efficiency », les Britanniques recherchèrent au Japon des leçons d'efficacité. Cet intérêt prit fin avec la Seconde Guerre mondiale.

### XXIesiècle
Au début des années 2000, des termes péjoratifs ont été utilisés pour humilier ceux qui appréciaient la culture japonaise populaire. Le terme wapanese (du japonais « blanc », ou peut-être aussi du japonais wannabe) est apparu en 2002, qui comprend l'anime et le manga. Le terme weeaboo (de la bande dessinée), créé par Nicholas Gurewitch dans lequel le terme était désagréable[pas clair]. Selon une thèse de MA non publiée, 4chan a rapidement pris le mot, et l'a appliqué d'une manière abusive à la place du terme wapanese déjà existant.
Il est discutable si weeaboo a la même signification que le terme japonais otaku (personne avec des intérêts obsessionnels) a été utilisé comme un terme général qui implique une connexion[pas clair]. Frog-kun, de Crunchyroll déclare que le sens du mot otaku est entravé par l'appropriation culturelle, et que certains Occidentaux croient qu'il ne peut être utilisé que pour décrire une personne japonaise. Dans un article de blog sur Anime News Network, Justin Sevakis fait la différence entre les deux, en disant qu'il n'y a rien de mal à aimer la culture japonaise. Il souligne qu'ils deviennent désagréables, immatures et ignorants de la culture qu'ils aiment.[pas clair] Matt Garden, du Alaska Dispatch, donne une opinion sur la définition que les weeaboo préfèrent aveuglément aux choses du Japon tout en méprisant tout autre mérite évident. Rocket News 24 a fait un certain nombre d'entretiens avec des citoyens japonais leur demandant ce qu'ils pensaient des weeaboo. Un consensus général était qu'ils sentaient qu'ils n'étaient pas assez bons et qu'ils ignoraient leur compréhension de leur culture.[pas clair] En effet, dans les mots de Karen Ross, « les audiences [ici japonaises] peuvent répondre de manière critique, particulièrement lorsqu'elles jugent que leur représentation ne correspond pas à la manière dont elles se perçoivent ».
Si les personnes dites weeaboo sont largement critiquées, c'est parce que, bien souvent, l'intérêt qu'elles portent à la culture Japonaise provient majoritairement des mangas et animés qu'elles lisent. Or, ce biais de représentation de la culture japonaise, comme toute représentation, n'est que partiellement fidèle à la réalité et ne peut entièrement la résumer. Comme le suggère Richard Dyer, « […] les représentations sont des présentations, impliquant toujours et nécessairement l'utilisation des codes et des conventions des formes de présentation culturelles disponibles. De telles formes restreignent et façonnent ce qui peut être dit par et / ou à propos de tout aspect de la réalité d'un lieu donné dans une société donnée à un moment donné […] ». Ainsi, il est important de souligner qu'une culture ne peut être comprise dans son entièreté par le biais d'une représentation. En effet, « la réalité est toujours plus vaste et compliquée qu'aucun système de représentation ne peut suggérer ». Donc, la vision du Japon de certains japonophiles ou weeaboo est perçue comme étant biaisée et basée sur leur seule perception. Cela explique partiellement la haine que les weeaboo peuvent recevoir en ligne, de la part de personnes qui se considèrent réellement passionnées par le Japon et savent faire la part des choses entre représentation, perception et réalité.

### Japonophilie de nos jours, origine
Le Japon, contrairement à énormément de pays, bénéficie d'un statut particulier en termes de représentation, de par le fait qu'il est capable de se représenter lui-même. Lorsqu'il est question de parler de la popularité de la culture japonaise à l'étranger, on se rend vite compte qu'une vaste partie de l'imagerie collective à propos de ce pays provient du Japon lui-même. C'est en effet un formidable soft power que détient le Japon de pouvoir se représenter lui-même à travers les mangas et les animés, ainsi que les films d'animation japonais. Ces œuvres ont largement popularisé la culture du pays du soleil levant à l'étranger. En France particulièrement, l'un des plus gros consommateurs de mangas au monde, beaucoup de personnes aujourd'hui peuvent se décrire comme étant japonophiles, bien que le terme otaku soit plus populaire.